# ブリティッシュ・カウンシル
ブリティッシュ・カウンシル（英: British Council）は、1934年に設立されたイギリスの非営利団体で、イギリス政府により設立された公的な国際文化交流機関であり、各国における英語の普及やイギリスと諸外国の間の教育・文化交流を目的としている。ロンドンに本部を有し、世界100カ国以上に事務所を置いて活動を行っている。
創立者は、イギリスの外交官であったレジナルド・リーパー（Reginald Leeper）で、彼はイギリスの国益を追求するために、文化面での広報活動の重要性を認識していた。イギリス外務・英連邦省の所轄であり、同省から資金面での支援を受けているが、その運営は自律的に行われている。
日本では、東京都新宿区神楽坂に事務所があり、英語の講座や各種行事を開催している。

## 受賞歴
- 2005年アストゥリアス皇太子賞：コミュニケーションおよびヒューマニズム部門受賞

受賞対象：アリアンス・フランセーズ（フランス）、ダンテ・アリギエーリ協会（イタリア）、ブリティッシュ・カウンシル（イギリス）、ゲーテ・インスティトゥート（ドイツ）、 セルバンテス文化センター （スペイン）、カモンイス院 （ポルトガル）
受賞理由：「一部の組織は100年以上の歴史を持ち、各大陸の何百万人もの人々にそれぞれの各国の言語を教えるだけでなく、文学と芸術的伝統や西洋文明の基礎となる人間的価値観と倫理観を広く知らしめ、ヨーロッパの文化遺産の保護と育成に貢献している」